# Lauritzenia flagellifer
Lauritzenia flagellifer är en kvalsterart som först beskrevs av Hammer 1967.  Lauritzenia flagellifer ingår i släktet Lauritzenia och familjen Haplozetidae. Inga underarter finns listade i Catalogue of Life.